# Bjarnar saga Breiðvíkingakappa
Bjarnar saga Breiðvíkingakappa es una de las sagas de los islandeses sobre la figura del vikingo Björn Ásbrandsson, hoy perdida, pero que algunos extractos se conservan en la saga Eyrbyggja. El académico Guðbrandur Vigfússon encontró el título poco acertado, ya que Björn aparece como una figura impresionante pero comparativamente marginal en toda la trama general en la historia.